# Боаси ле Шател
Боаси ле Шател (фр. Boissy-le-Châtel) насеље је и општина у северном делу централне Француске у региону Париски регион, у департману Сена и Марна која припада префектури Мо.
По подацима из 2011. године у општини је живело 3110 становника, а густина насељености је износила 267 становника/km². Општина се простире на површини од 9,95 km². Налази се на средњој надморској висини од 104 метара.

## Демографија
| 1962. | 1968. | 1975. | 1982. | 1990. | 1999. | 2011. |
| ----- | ----- | ----- | ----- | ----- | ----- | ----- |
| 1.271 | 1.284 | 1.393 | 1.725 | 2.366 | 2.661 | 3.110 |

График промене броја становника у току последњих година